# The Dillards

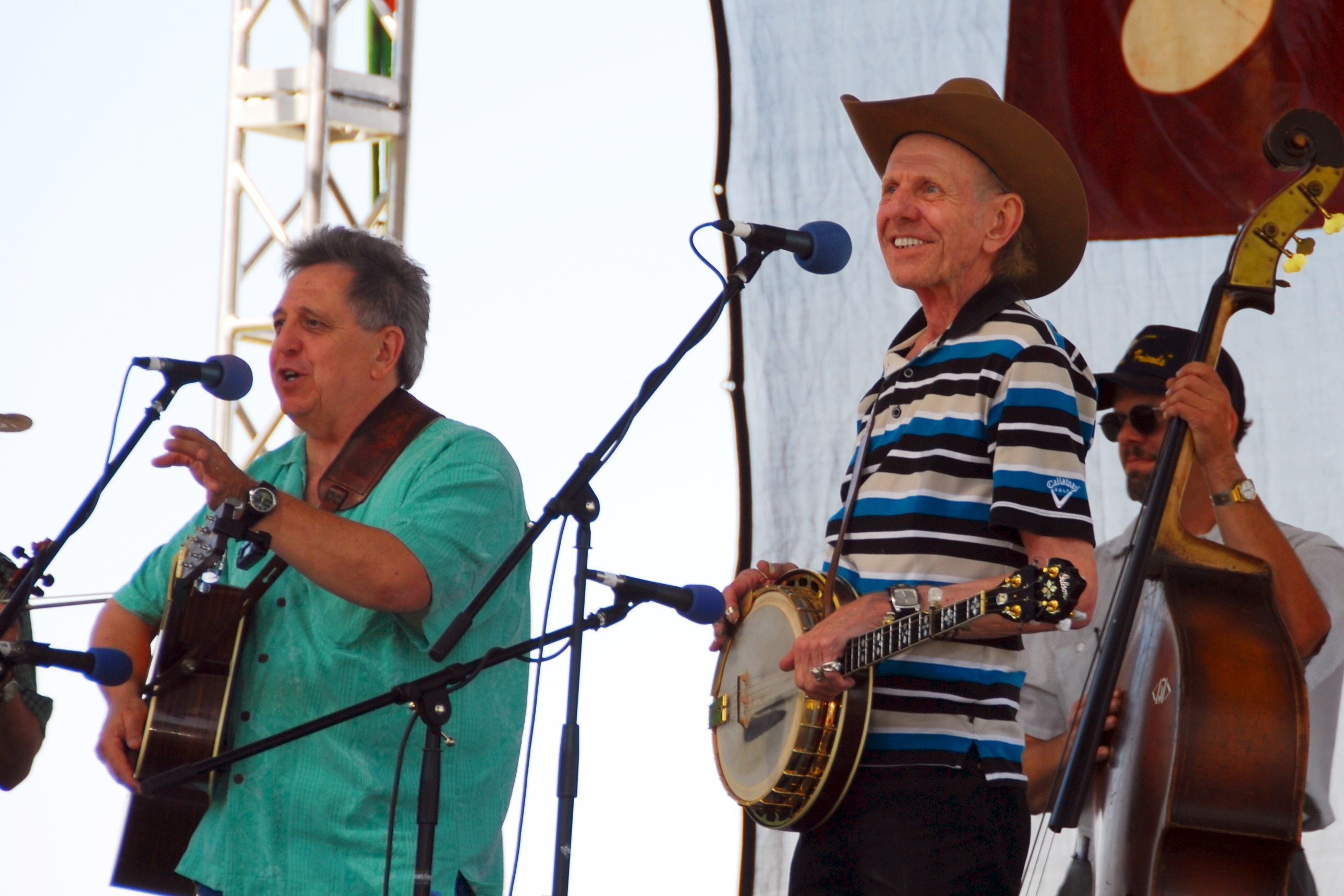
The Dillards 2007

The Dillards war eine Country- und Bluegrass-Band, die von Doug Dillard (1937–2012) und Rodney Dillard (* 1942) in Salem, Missouri, gegründet wurde.
Die Brüder Doug und Rodney spielten in den Jahren 1956 bis 1959 in der Jugendband Ozark Mountain Boys.
Zusammen mit Dean Webb (Mandoline) und Mitch Jayne (Bass) formierten sie 1962 das Quartett The Dillards. Sie versuchten, an der Westküste Fuß zu fassen und kamen dort mit der „progressiven“ Countryszene in Kontakt (Dean Webb arrangierte später die Gesangsharmonien für „Mr.Tambourine Man“ der Byrds).
Ihr erstes Album „Back Porch Bluegrass“ erschien noch Ende des Jahres 1962, gefolgt von dem Live-Album „Live...Almost“.
1964 hatten sie gemeinsame Sessions und tourten 1965 mit den Byrds.
Als drittes Album erschien „Pickin' and Fiddlin'“ ein reines Instrumentalalbum mit Byron Berline fiddle.
Doug Dillard verließ die Gruppe und wurde durch Herb Pedersen ersetzt.
Es folgten die Alben „Copperfields“ und „Wheatstraw-Suite“ die eine musikalische Wende zur „neuen“ Countrymusik darstellen mit orchestralem Sound, elektrischer Pedal Steel und Schlagzeug (Paul York).
Größter Verkaufserfolg wurde 1972 das Album „Roots and Branches“ (Billy Ray Lathum ersetzt Herb Petersen).
Mit immer wieder wechselnder Besetzung führte Rodney die Gruppe bis Ende der 1990er-Jahre weiter.